# Alexandre Paiva
Alexandre "Gigi" Paiva är en brasiliansk svart bältare (7:e graden) i BJJ och första generationen av svartbältare i Alliance Jiu-jitsu team (Alliance BJJ). Han anses vara en av de mest tekniska studenterna under Romero "Jacaré" Cavalcanti. Alexandres jiu-jitsu stil är en av de mest rena och mest effektiva. Hans stilfulla utövande jämförs med Royler Gracie och Leozinho Vieira. Alexandre började träna jiu-jitsu 1983. Han tränade åtta timmar om dagen och tog många segrar redan som blåbältare. Alexandre var så hängiven jiu-jitsu-utövare att han förutom träning i den egna klubben, Master Jiu-jitsu Ipanema Academy, också reste varje dag till Botafogo (stadsdel i Rio) till Gracie Humaitá Academy för att träna med Rickson Gracie.
Alexandre fick år 1991 sitt svarta bälte i BJJ. Året därpå startade han Academia Strike Jiu-jitsu i Leblon. Tillsammans med Jacaré, Fabio Gurgel m.fl. startade han 1994 Alliance Jiu-jitsu Team, inom vilket Alexandre tog många tävlingssegrar med en världsmästartitel i lag och VM-brons individuellt som höjdpunkter. Han är även trefaldig brasiliansk mästare.
Alexandre besökte Täby år 1996 och höll ett BJJ-seminarium för första gången i Sverige. Platsen för detta var Täby Budoklubb (numera Combat Academy), vars BJJ-verksamhet har pågått obrutet ända sedan 1996, vilket gör klubben till landets äldsta BJJ-klubb. 